# Tunnelgatan

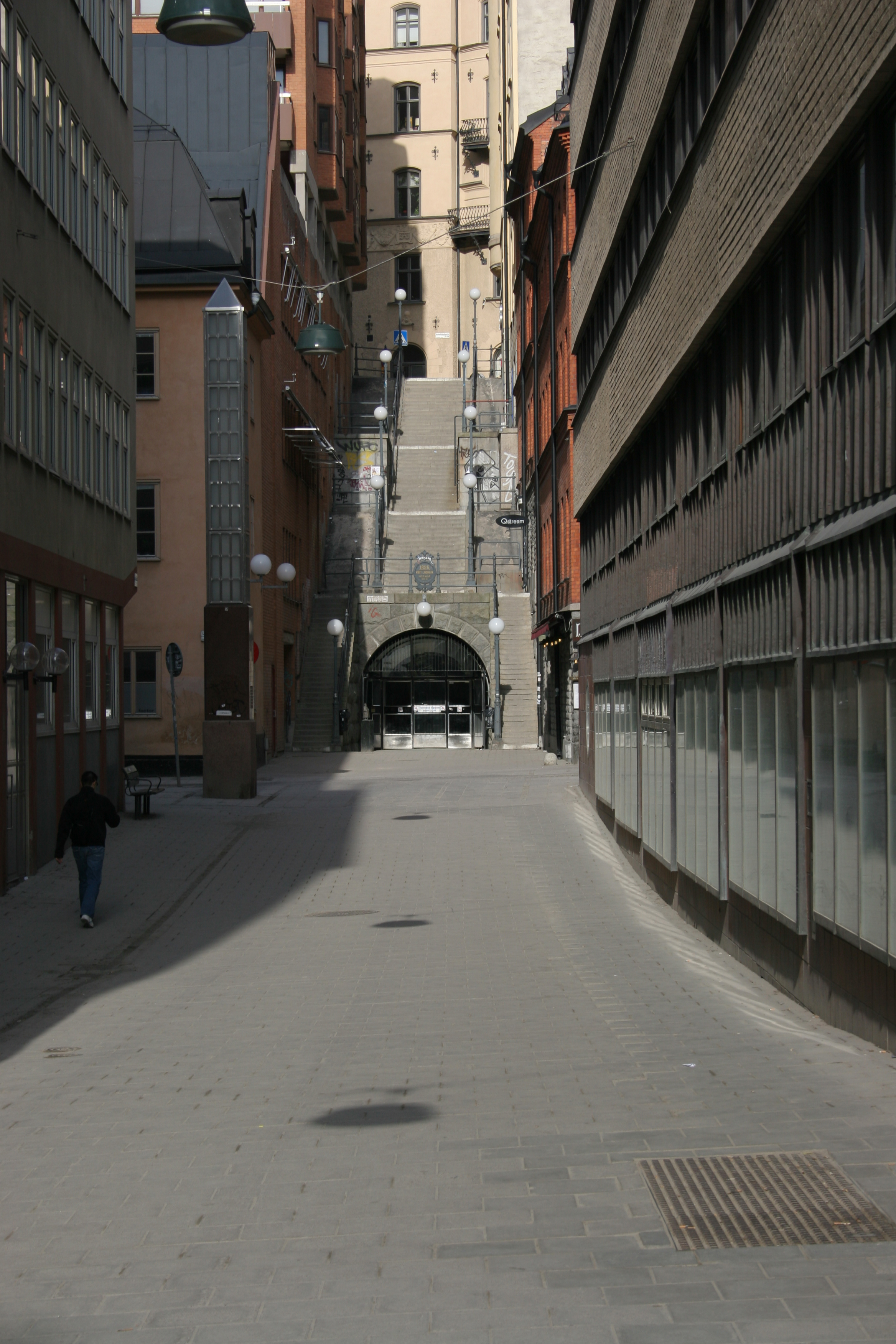
Tunnelgatan mit dem Treppenaufgang zur Malmskillnadsgatan

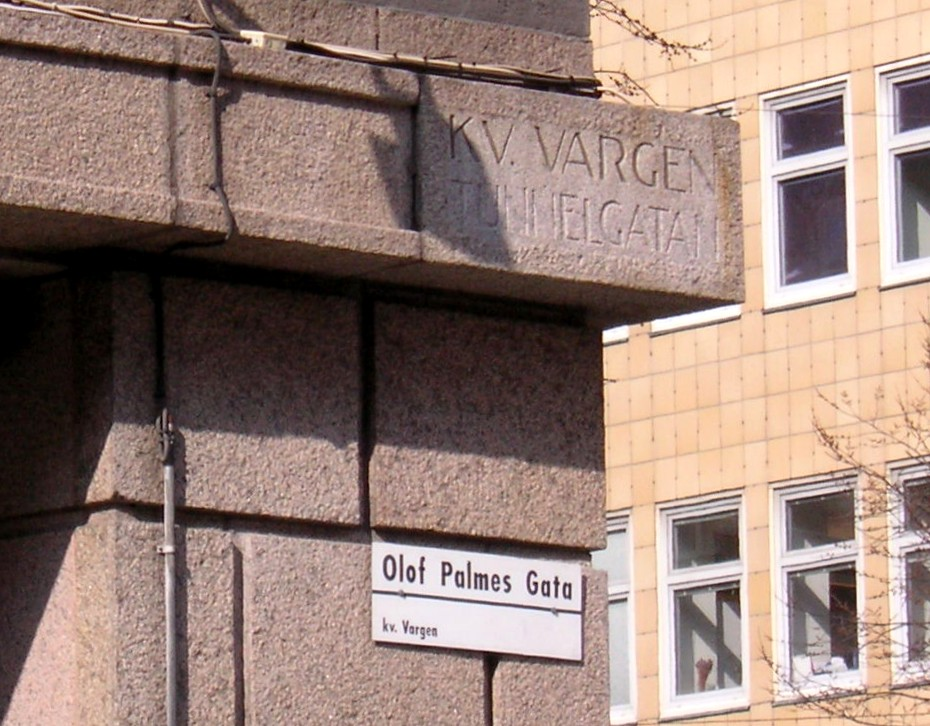
Inschrift der Straße in der heutigen Olof Palmes Gata

Tunnelgatan (deutsch „Die Tunnelstraße“) ist eine Straße in der schwedischen Hauptstadt Stockholm, die sich zwischen dem Sveavägen und dem Brunkebergstunnel erstreckt. Vor der teilweisen Umbenennung aus Anlass des Palme-Mordes im Jahr 1986 reichte die Straße bis zum Platz Norra Bantorget.

## Geschichte
Benannt wurde die Tunnelgatan nach dem 1886 eröffneten Brunkebergstunnel. Der vorherige Name der Straße, Barnhus trädgårdsgata (dt.: „Kinderheim Gartenstraße“), erhielt seinen Namen nach einem Kinderheim, das beim heutigen Norra Bantorget (dt.: „Der nördliche Bahnplatz“) lag. Im 17. Jahrhundert befand sich dort eine Reeperbahn. Das einzig verbliebene Wohngebäude in der Straße liegt an der Ecke Tunnelgatan zur Luntmakargatan und wurde von 1894 bis 1896 errichtet. Gegenüber in der Luntmakargatan 22–24 befand sich bis 1912 die Brauerei Grönwalls Bryggeri. An der Kreuzung zum Sveavägen in Höhe der heutigen Sveavägen Nummer 40 lag das Entbindungsheim Pro Patria.
City 67, ein Grundsatzplan zur Sanierung der Stockholmer Innenstadt, sah den Ausbau der Straße zu einer vierspurigen Hauptstraße vor, die über die David Bagares gata, dem Platz Stureplan, der Straße Humlegårdsgatan bis zum Stadtteil Norra Djurgården verlaufen sollte. Im Westen war ein Anschluss an den Klarastrandsleden, ein Teil der Stockholmer Nord-Süd-Achse, geplant, der mittels einer Brücke über die Gleisanlagen nördlich des Stockholmer Hauptbahnhofes etwa in Höhe des Norra Bantorget erreicht werden sollte. Die Pläne wurden jedoch im Cityplan 1977 endgültig aufgegeben.

### Umbenennung nach Palme-Mord

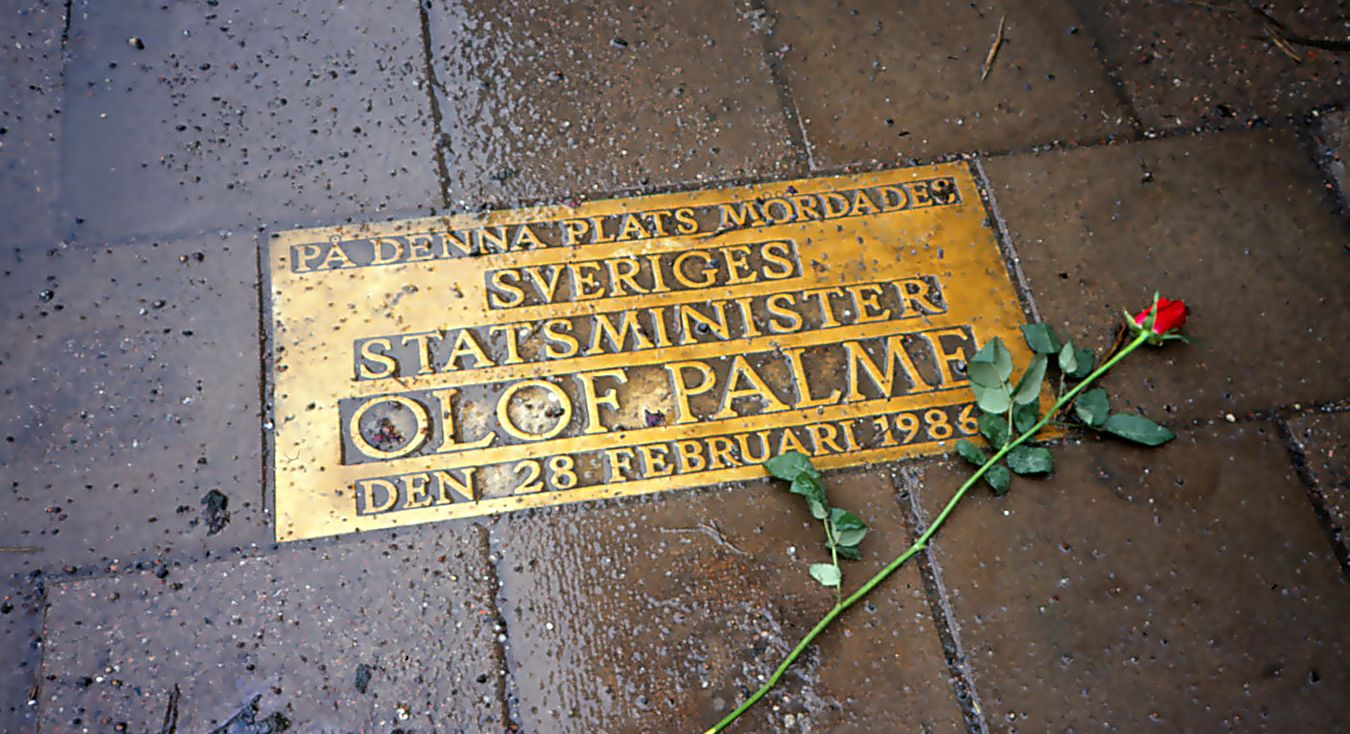
Gedenkplakette für Olof Palme an der Ecke zur Sveavägen

Die Straße wird mit dem Mord an Olof Palme, dem schwedischen Ministerpräsidenten, in Verbindung gebracht. Das Attentat geschah nach Palmes Kinobesuch im Grand am 28. Februar 1986 an der Einmündung der Tunnelgatan zum Sveavägen. Nach den Schüssen floh der Mörder über den Treppenaufgang zur Malmskillnadsgatan. Um Palme zu ehren, wurde der südwestliche Abschnitt der Straße in Olof Palmes gata (dt.: „Olof-Palme-Straße“) umgetauft. Der frühere Name dieses Abschnitts, Tunnelgatan, findet sich noch in einer Inschrift an der Fassade eines Eckhauses, das im Viertel Kvargen an der Ecke der heutigen Olof Palmes gata zur verkehrsreichen Straße Sveavägen steht.

## Belege
- Nils-Gustaf Stahre; Börje Westlund: Stockholms gatunamn: innerstaden. 1. Auflage. Liber förlaget, Stockholm 1986, ISBN 91-38-90777-1 (schwedisch).
- City 67: Stockholm: Principplan för den fortsatta citysaneringen framlagd i maj 1967. Nordiska Bokhandeln, Stockholm 1967 (schwedisch).